# Coche presidencial ES-1
El Coche presidencial ES-1, también conocido simplemente como Vagón presidencial o Coche presidencial, es un coche ferroviario construido en 1923 y que fue de uso presidencial en Chile durante el siglo XX. 
En 2004, fue entregado al Museo Nacional Ferroviario Pablo Neruda de Temuco. Cuatro años más tarde, fue declarado monumento nacional.

## Historia
Fue construido en 1923 por la compañía alemana Linke-Hofmann-Lauchhammer, el modelo ES-1 cuenta con dos dormitorios con camas de bronce y un baño revestido originalmente de mármol. El living comedor es de diseño normando, tapizado en cuero color negro y el interior del coche está enchapado en raíces de nogal.
El coche presidencial transportó a los presidentes de la República de Chile desde Pedro Aguirre Cerda hasta Patricio Aylwin. En 2004, fue entregado por el entonces presidente Ricardo Lagos al Museo Nacional Ferroviario Pablo Neruda en Temuco, donde forma parte del catálogo patrimonial de la Empresa de Ferrocarriles del Estado.
En 2008, fue declarado monumento nacional junto a otro ocho piezas ferroviarias históricas ubicadas en el mismo museo. incluyendo la N°820, la locomotora a vapor más grande de Sudamérica.
En mayo de 2019, en el contexto del Día del Patrimonio, el tren volvió a la Estación Central de Santiago tirado por la locomotora N° 820. En una ceremonia oficial, se reinstalaron los escudos republicanos originales, originalmente fabricados en bronce.
En septiembre de ese mismo año, el entonces presidente Sebastián Piñera realizó un simbólico viaje a borde del tren desde Estación Central hasta Melipilla, junto a la entonces Ministra de Transportes y Telecomunicaciones, Gloria Hutt, el presidente de la Empresa de los Ferrocarriles del Estado, Pedro Pablo Errázuriz, y vecinos de Santiago, para anunciar el plan de inversiones «Chile sobre Rieles» y el Tren Melipilla-Estación Central.